# Primera Nacional de Fútbol Femenino 2006-07
La temporada 2006-07 de la Primera Nacional de Fútbol Femenino se disputó entre el 9 de septiembre de 2006 y el 6 de mayo de 2007. Posteriormente se celebró la promoción de ascenso a la Superliga.

## Sistema de competición
Participan un total de 83 clubes, distribuidos en cinco grupos de catorce equipos y uno de trece (Grupo V por la desaparición del Corderex - Ntra. Sra. Antigua)  según criterios de proximidad geográfica. El torneo se desarrolla en cada grupo por un sistema de liga, en el que juegan todos contra todos, a doble partido -una en campo propio y otra en campo contrario- siguiendo un calendario previamente establecido por sorteo. 
La clasificación final se establece con arreglo a los puntos obtenidos en cada enfrentamiento, a razón de tres por partido ganado, uno por empatado y ninguno en caso de derrota. Si al finalizar el campeonato dos equipos igualan a puntos, los mecanismos para desempatar la clasificación son los siguientes:
1. El que tenga una mayor diferencia entre goles a favor y en contra en los enfrentamientos entre ambos.
2. Si persiste el empate, se tiene en cuenta la diferencia de goles a favor y en contra en todos los encuentros del campeonato.

El club que suma más puntos al término del campeonato se proclama campeón de Primera Nacional y disputa la promoción de ascenso a la Superliga con el resto de campeones. De los seis campeones, solo dos ascienden finalmente a la máxima categoría, cuyos colistas desciende a Primera Nacional la siguiente temporada.
Los últimos clasificados de cada grupo de la Primera Nacional descienden a sus respectivas categorías territoriales, de donde ascienden cada año otros tantos equipos.

## Equipos 2006/07
| Equipos de País Vasco (8), Navarra (3), Aragón (2) y La Rioja (1). - Añorga KKE - Athletic Club "B" - AD Berriotxoa - Eibartarrak FT - CD Lagun Onak - Gure Txokoa Mariño - Oiartzun KE - SD San Ignacio - CD Amaya - CA Osasuna - AD San Juan - CD Peñas Oscenses - San Juan AD - AD Logroño 1521 | Equipos de Galicia (6), Castilla y León (4), Asturias (3) y Cantabria (1). - Atlético Arousana - Club Bértola Femenino - FVPR El Olivo - Juventud de Aguiño - Pontevedra CF - AF Val do Ulla - CD Amigos del Duero - Casa Social Católica - Juventud Rondilla - Nuestra Señora de Belén - Gijón FF - Escuela de Fútbol de Mareo - Oviedo Moderno "B" - Reocín Racing |

| Equipos de Cataluña (11) y Islas Baleares (3). - FC Barcelona "B" - UE Breda - RCD Espanyol "B" - CE Europa - Girona FC - UE L'Estartit - UE Lleida - Llers CF - CF Pardinyes - CE Sant Gabriel - CFF Tortosa-Ebre - UD Collerense - CD Manacor - CD Soledad | Equipos de Madrid (5), Castilla-La Mancha (4), Comunidad Valenciana (4) y Murcia (1). - CF Pozuelo de Alarcón - Rayo Vallecano "B" - AD Torrejón CF - CD Vicálvaro - AD Villa Rosa - CFF Albacete - Fundación Albacete - FF La Solana - CD Miguelturreño - DSV Colegio Alemán - CF La Coca de Aspe - Levante UD "B" - Sp. Plaza de Argel - Apolo Properties Santomera |

| Equipos de Andalucía (10) y Extremadura (3). - Algaidas CD - CD Andalucía La Línea - Atlético Jiennense FCF - Club Atlético Málaga - Granada CF - CD Híspalis "B" - Isbiliya Féminas CD - Las Infantas de Jaén CD - CD Los Califas - UD Mairena Aljarafe - AD Ciudad de Plasencia - SP Comarca Los Llanos de Olivenza - AD Las Mercedes | Equipos de Canarias (14). - CD Arguineguín - Estrella Roja CF - CD Herbania - CD Igueste - UD Las Torres - CD Los Ángeles - CD Orientación Marítima - CD Rayco - CD San Isidro - UD Santa Clara - UD Tacuense - CD Tarsa - CD Tenerife Villa Mariana - CF Unión Viera |

## Clasificaciones

### Grupo I
| Pos. | Equipo                 | PJ | G  | E | P  | GF | GC  | DG   | Pts |
| ---- | ---------------------- | -- | -- | - | -- | -- | --- | ---- | --- |
| 1.   | Gure Txokoa Mariño     | 26 | 23 | 3 | 0  | 81 | 20  | +61  | 72  |
| 2.   | Añorga KKE             | 26 | 20 | 4 | 2  | 91 | 18  | +73  | 64  |
| 3.   | Athletic Club "B"      | 26 | 16 | 4 | 6  | 90 | 19  | +71  | 52  |
| 4.   | CD Lagun Onak          | 26 | 14 | 2 | 10 | 41 | 34  | +7   | 44  |
| 5.   | SD San Ignacio         | 26 | 13 | 4 | 9  | 51 | 51  | 0    | 43  |
| 6.   | San Juan de Mozarrifar | 26 | 12 | 4 | 10 | 43 | 38  | +5   | 40  |
| 7.   | Eibar - Eibartarrak    | 26 | 11 | 5 | 10 | 67 | 47  | +20  | 38  |
| 8.   | AD Berriotxoa          | 26 | 9  | 6 | 11 | 30 | 38  | -8   | 33  |
| 9.   | Oiartzun KE            | 26 | 9  | 5 | 12 | 29 | 42  | -13  | 32  |
| 10.  | CD Amaya               | 26 | 8  | 8 | 10 | 30 | 43  | -13  | 32  |
| 11.  | CD Peñas Oscenses      | 26 | 9  | 3 | 14 | 34 | 47  | -13  | 30  |
| 12.  | CA Osasuna             | 26 | 8  | 4 | 14 | 47 | 57  | -10  | 28  |
| 13.  | AD Logroño 1521        | 26 | 1  | 4 | 21 | 25 | 99  | -74  | 7   |
| 14.  | San Juan Pamplona      | 26 | 0  | 2 | 24 | 13 | 119 | -106 | 2   |

Pts = Puntos; PJ = Partidos Jugados; G = Partidos Ganados; E = Partidos Empatados; P = Partidos Perdidos; GF = Goles Anotados; GC = Goles Recibidos
|  | Clasificado para la promoción de ascenso a Superliga |
|  | Desciende a Categoría regional                       |

### Grupo II
| Pos | Equipo                  | PJ | G  | E | P  | GF | GC | DG  | Pts |
| --- | ----------------------- | -- | -- | - | -- | -- | -- | --- | --- |
| 1.  | Reocín Racing           | 26 | 21 | 2 | 3  | 77 | 20 | +57 | 65  |
| 2.  | El Olivo                | 26 | 19 | 5 | 2  | 64 | 29 | +35 | 62  |
| 3.  | Gijón FF                | 26 | 17 | 2 | 7  | 61 | 28 | +33 | 53  |
| 4.  | Amigos del Duero        | 26 | 14 | 3 | 9  | 43 | 34 | +9  | 45  |
| 5.  | Oviedo Moderno "B"      | 26 | 12 | 7 | 7  | 51 | 47 | +4  | 43  |
| 6.  | Atlético Arousana       | 26 | 10 | 8 | 8  | 49 | 35 | +14 | 38  |
| 7.  | EF Mareo                | 26 | 9  | 7 | 10 | 36 | 52 | -16 | 34  |
| 8.  | Pontevedra CF           | 26 | 10 | 3 | 13 | 48 | 56 | -8  | 33  |
| 9.  | Casa Social Católica    | 26 | 9  | 5 | 12 | 54 | 61 | -7  | 32  |
| 10. | Nuestra Señora de Belén | 26 | 7  | 7 | 12 | 36 | 46 | -10 | 28  |
| 11. | Val do Ulla             | 26 | 7  | 4 | 15 | 32 | 51 | -19 | 25  |
| 12. | Juventud de Aguiño      | 26 | 7  | 4 | 15 | 34 | 65 | -31 | 25  |
| 13. | Club Bértola Femenino   | 26 | 3  | 6 | 17 | 31 | 59 | -28 | 15  |
| 14. | Juventud Rondilla       | 26 | 3  | 5 | 18 | 23 | 56 | -33 | 14  |

Pts = Puntos; PJ = Partidos Jugados; G = Partidos Ganados; E = Partidos Empatados; P = Partidos Perdidos; GF = Goles Anotados; GC = Goles Recibidos
|  | Clasificado para la promoción de ascenso a Superliga |
|  | Desciende a Categoría regional                       |

### Grupo III
| Pos | Equipo           | PJ | G  | E | P  | GF | GC  | DG  | Pts |
| --- | ---------------- | -- | -- | - | -- | -- | --- | --- | --- |
| 1.  | UE L'Estartit    | 26 | 21 | 4 | 1  | 96 | 13  | +83 | 67  |
| 2.  | CE Sant Gabriel  | 26 | 15 | 5 | 6  | 59 | 37  | +22 | 50  |
| 3.  | RCD Espanyol "B" | 26 | 14 | 4 | 8  | 71 | 38  | +33 | 46  |
| 4.  | Girona FC        | 26 | 14 | 4 | 8  | 56 | 40  | +16 | 46  |
| 5.  | CD Soledad       | 26 | 14 | 3 | 9  | 57 | 39  | +18 | 45  |
| 6.  | FC Barcelona "B" | 26 | 11 | 5 | 10 | 42 | 44  | -2  | 38  |
| 7.  | UD Collerense    | 26 | 10 | 5 | 11 | 54 | 45  | +9  | 35  |
| 8.  | UE Lleida        | 26 | 10 | 5 | 11 | 46 | 50  | -4  | 35  |
| 9.  | CE Europa        | 26 | 10 | 4 | 12 | 44 | 45  | -1  | 34  |
| 10. | Llers CF         | 26 | 10 | 4 | 12 | 42 | 56  | -14 | 34  |
| 11. | CFF Tortosa-Ebre | 26 | 8  | 9 | 9  | 53 | 49  | +4  | 33  |
| 12. | UE Breda         | 26 | 8  | 5 | 13 | 44 | 62  | -18 | 29  |
| 13. | CD Manacor       | 26 | 2  | 5 | 19 | 26 | 91  | -65 | 11  |
| 14. | CF Pardinyes     | 26 | 2  | 4 | 20 | 32 | 113 | -81 | 10  |

Pts = Puntos; PJ = Partidos Jugados; G = Partidos Ganados; E = Partidos Empatados; P = Partidos Perdidos; GF = Goles Anotados; GC = Goles Recibidos
|  | Clasificado para la promoción de ascenso a Superliga |
|  | Desciende a Categoría regional                       |

### Grupo IV
| Pos | Equipo                | PJ | G  | E | P  | GF | GC | DG  | Pts |
| --- | --------------------- | -- | -- | - | -- | -- | -- | --- | --- |
| 1.  | DSV Colegio Alemán    | 26 | 22 | 2 | 2  | 93 | 15 | +78 | 68  |
| 2.  | Sp. Plaza de Argel    | 26 | 20 | 5 | 1  | 95 | 21 | +74 | 65  |
| 3.  | CF Pozuelo de Alarcón | 26 | 13 | 6 | 7  | 64 | 27 | +37 | 45  |
| 4.  | Levante UD "B"        | 26 | 13 | 5 | 8  | 49 | 41 | +8  | 44  |
| 5.  | AD Torrejón CF        | 26 | 14 | 2 | 10 | 56 | 38 | +18 | 44  |
| 6.  | CD Miguelturreño      | 26 | 13 | 4 | 9  | 49 | 44 | +5  | 43  |
| 7.  | Rayo Vallecano "B"    | 26 | 12 | 5 | 9  | 52 | 36 | +16 | 41  |
| 8.  | Fundación Albacete    | 26 | 11 | 7 | 8  | 50 | 37 | +13 | 40  |
| 9.  | Apolo Properties      | 26 | 10 | 8 | 8  | 44 | 36 | +8  | 38  |
| 10. | CFF Albacete          | 26 | 9  | 5 | 12 | 39 | 53 | -14 | 32  |
| 11. | FF La Solana          | 26 | 6  | 3 | 17 | 27 | 79 | -52 | 21  |
| 12. | CD Vicálvaro          | 26 | 4  | 5 | 17 | 35 | 91 | -56 | 17  |
| 13. | AD Villa Rosa         | 26 | 2  | 3 | 21 | 24 | 87 | -63 | 6   |
| 14. | CF La Coca de Aspe    | 26 | 1  | 4 | 21 | 13 | 85 | -72 | 4   |

Pts = Puntos; PJ = Partidos Jugados; G = Partidos Ganados; E = Partidos Empatados; P = Partidos Perdidos; GF = Goles Anotados; GC = Goles Recibidos
|  | Clasificado para la promoción de ascenso a Superliga |
|  | Desciende a Categoría regional                       |

### Grupo V
| Pos | Equipo                  | PJ | G  | E | P  | GF | GC  | DG  | Pts |
| --- | ----------------------- | -- | -- | - | -- | -- | --- | --- | --- |
| 1.  | Club Atlético Málaga    | 24 | 19 | 1 | 4  | 88 | 22  | +66 | 58  |
| 2.  | AD Las Mercedes         | 24 | 17 | 4 | 3  | 63 | 25  | +38 | 55  |
| 3.  | Atlético Jiennense      | 24 | 18 | 1 | 5  | 86 | 30  | +56 | 55  |
| 4.  | CD Híspalis "B"         | 24 | 18 | 0 | 6  | 73 | 29  | +44 | 54  |
| 5.  | CD Andalucía La Línea   | 24 | 15 | 3 | 6  | 74 | 41  | +33 | 48  |
| 6.  | Granada CF              | 24 | 14 | 4 | 6  | 80 | 31  | +49 | 46  |
| 7.  | Comarca Llanos Olivenza | 24 | 10 | 3 | 11 | 48 | 47  | +1  | 33  |
| 8.  | Ciudad de Plasencia     | 24 | 10 | 1 | 13 | 41 | 52  | -11 | 31  |
| 9.  | UD Mairena Aljarafe     | 24 | 7  | 3 | 14 | 32 | 67  | -35 | 24  |
| 10. | Algaidas CD             | 24 | 6  | 3 | 15 | 40 | 66  | -26 | 21  |
| 11. | CD Los Califas          | 24 | 4  | 2 | 18 | 18 | 87  | -69 | 14  |
| 12. | Las Infantas de Jaén    | 24 | 3  | 1 | 20 | 30 | 100 | -70 | 10  |
| 13. | Isbiliya Féminas CD     | 24 | 1  | 2 | 21 | 18 | 94  | -76 | -1  |

Pts = Puntos; PJ = Partidos Jugados; G = Partidos Ganados; E = Partidos Empatados; P = Partidos Perdidos; GF = Goles Anotados; GC = Goles Recibidos
|  | Clasificado para la promoción de ascenso a Superliga |
|  | Desciende a Categoría regional                       |

### Grupo VI
| Pos | Equipo                 | PJ | G  | E | P  | GF | GC | DG  | Pts |
| --- | ---------------------- | -- | -- | - | -- | -- | -- | --- | --- |
| 1.  | CD Rayco               | 26 | 14 | 2 | 0  | 83 | 13 | +70 | 44  |
| 2.  | UD Tacuense            | 26 | 14 | 0 | 2  | 61 | 17 | +44 | 42  |
| 3.  | CF Unión Viera         | 26 | 12 | 2 | 2  | 44 | 16 | +28 | 38  |
| 4.  | CD Arguineguín         | 26 | 11 | 1 | 4  | 45 | 18 | +27 | 34  |
| 5.  | UD Santa Clara         | 26 | 9  | 3 | 4  | 48 | 20 | +28 | 30  |
| 6.  | UD Las Torres          | 26 | 8  | 4 | 4  | 38 | 32 | +6  | 28  |
| 7.  | CD Herbania            | 26 | 7  | 1 | 8  | 27 | 34 | -7  | 22  |
| 8.  | CD San Isidro          | 26 | 5  | 2 | 9  | 21 | 51 | -30 | 17  |
| 9.  | Orientación Marítima   | 26 | 4  | 3 | 9  | 20 | 34 | -14 | 15  |
| 10. | CD Tarsa               | 26 | 4  | 3 | 9  | 26 | 44 | -18 | 15  |
| 11. | Estrella Roja CF       | 26 | 2  | 6 | 8  | 21 | 36 | -15 | 12  |
| 12. | Tenerife Villa Mariana | 26 | 3  | 2 | 11 | 16 | 55 | -39 | 11  |
| 13. | CD Los Ángeles         | 26 | 1  | 3 | 12 | 12 | 43 | -31 | 6   |
| 14. | CD Igueste             | 26 | 0  | 4 | 12 | 6  | 55 | -49 | 1   |

Pts = Puntos; PJ = Partidos Jugados; G = Partidos Ganados; E = Partidos Empatados; P = Partidos Perdidos; GF = Goles Anotados; GC = Goles Recibidos
|  | Clasificado para la promoción de ascenso a Superliga |
|  | Desciende a Categoría regional                       |

## Promoción de ascenso

### Grupo A

#### Resultados
| 10 de junio de 2007, 12:00 (CET) | CD Rayco | 1:3 (1:1) | UE L'Estartit                               | Municipal Juan Guedes, Las Palmas de Gran Canaria             |                                                               |
|                                  | Desi 41' | Reporte   | Maribel Domínguez 40' 74' · Anna Servià 80' | Asistencia: 1.500 espectadores Árbitro(s): Gutiérrez Torbalán | Asistencia: 1.500 espectadores Árbitro(s): Gutiérrez Torbalán |

| 17 de junio de 2007, 12:00 (CET) | Reocín Racing | 0:2 (0:0) | CD Rayco             | Pepín Cadelo, Reocín                                 |                                                      |
|                                  |               | Reporte   | Melsi 50' · Sara 81' | Asistencia: 600 espectadores Árbitro(s): García Toca | Asistencia: 600 espectadores Árbitro(s): García Toca |

| 27 de junio de 2007, 12:00 (CET) | UE L'Estartit        | 2:0 (2:0) | Reocín Racing | Camp Municipal de L'Estartit, Torroella de Montgrí |                          |
|                                  | Marta 14' · Gema 41' | Reporte   |               | Árbitro(s): David García                           | Árbitro(s): David García |

#### Clasificación
| Pos | Equipo        | PJ | G | E | P | GF | GC | DG | Pts |
| --- | ------------- | -- | - | - | - | -- | -- | -- | --- |
| 1.  | UE L'Estartit | 2  | 2 | 0 | 0 | 5  | 1  | +4 | 6   |
| 2.  | CD Rayco      | 2  | 1 | 0 | 1 | 3  | 3  | 0  | 3   |
| 3.  | Reocín Racing | 2  | 0 | 0 | 2 | 0  | 4  | -4 | 0   |

| Asciende a Superliga UE L'Estartit |

### Grupo B

#### Resultados
| 10 de junio de 2007, 12:00 (CET) | DSV Colegio Alemán | 1:0 (1:0) | Gure Txokoa Mariño | Ciudad Universitaria de Valencia, Valencia |  |
|                                  | Jessi 2'           | Reporte   |                    |                                            |  |

| 17 de junio de 2007, 12:00 (CET) | Club Atlético Málaga | 0:2 (0:1) | DSV Colegio Alemán      | Malaka, Málaga                                          |                                                         |
|                                  |                      | Reporte   | Arancha 41' · Marta 93' | Asistencia: 800 espectadores Árbitro(s): Velasco Ortega | Asistencia: 800 espectadores Árbitro(s): Velasco Ortega |

| 27 de junio de 2007, 12:00 (CET) | Gure Txokoa Mariño | 1:0 (1:0) | Club Atlético Málaga | Municipal de Ugalde-Ventas, Irún |                                |
|                                  | Nekane 38'         | Reporte   |                      | Asistencia: 1.500 espectadores   | Asistencia: 1.500 espectadores |

#### Clasificación
| Pos | Equipo               | PJ | G | E | P | GF | GC | DG | Pts |
| --- | -------------------- | -- | - | - | - | -- | -- | -- | --- |
| 1.  | DSV Colegio Alemán   | 2  | 2 | 0 | 0 | 3  | 0  | +3 | 6   |
| 2.  | Gure Txokoa Mariño   | 2  | 1 | 0 | 1 | 1  | 1  | 0  | 3   |
| 3.  | Club Atlético Málaga | 2  | 0 | 0 | 2 | 0  | 3  | -3 | 0   |

| Asciende a Superliga DSV Colegio Alemán |